# Chrysopa loriae
Chrysopa loriae är en insektsart som beskrevs av Navás 1929. Chrysopa loriae ingår i släktet Chrysopa och familjen guldögonsländor. Inga underarter finns listade i Catalogue of Life.